# Port lotniczy Jewłach
Port lotniczy Jewłach – port lotniczy położony w Jewłachu, w Azerbejdżanie. Obsługuje głównie połączenia krajowe.